# Кондель-Пермінова Наталія Миколаївна
Наталія Миколаївна Кондель-Пермінова (6 серпня 1957, Полтава) — архітектурознавиця, пам’яткознавиця. Кандидат архітектури (1990). Старший науковий співробітник за спеціальністю теорія та історія архітектури, реставрація пам'яток архітектури; старший науковий співробітник Державного НДІ теорії та історії архітектури і містобудування (НДІТІАМ), старший науковий співробітник Інституту проблем сучасного мистецтва Національної академії мистецтв України.

## Біографія
Народилася в місті Полтава 6 серпня 1957 року.
1979 року з відзнакою закінчила архітектурний факультет Полтавського інженерно-будівельного інституту (нині Національний університет  «Полтавська політехніка імені Юрія Кондратюка»).
У 1995—1996 та 2002—2007 рр. — архітектурний редактор Видавничого дому А. С. С (А+С). Брала участь у розбудові провідного українського архітектурно-мистецького часопису «А+С» (до 2003 року — журнал «А. С. С»), безпосередньо здійснюючи моніторинг сучасних досягнень архітектури та дизайну в Україні та підготовку текстів до публікацій.
У 1996—2002 рр. очолювала  відділ дизайну і маркетингу в Київському ліцеї бізнесу.
З 2003 року по 2005 рік завідувала відділом інформаційно-методичного забезпечення  Державного НДІ теорії та історії архітектури і містобудування (НДІТІАМ), брала участь у розробці понад 30 наукових тем, пов’язаних з опрацюванням теоретичних та методологічних засад архітектурно-містобудівної та пам‘яткоохоронної діяльності в Україні, серед яких «Науково-методологічне забезпечення збереження історико-культурної спадщини населених місць УРСР» (1990); «Розробка нормативно-методичної бази формування сучасної системи охорони історичного середовища в Україні» (1991—1992); «Концепція законодавства України про охорону національної історико-культурної спадщини» (1991). У співавторстві виконала проєкти розвитку історичного середовища міст Нікополь (1988), Кам’янець-Подільський (1994—1996), Концепції духовного та культурного відродження м. Полтави (1992). Авторка наукової концепції Музейного центру історії архітектури імені академіка П. Ф. Альошина (2002).
З 2005 року, протягом року була доцентом кафедри комп'ютерних технологій та дизайну Національного авіаційного університету.
З липня 2006 року працює старшим науковим співробітником в ІПСМ АМУ. Науковий керівник фундаментальних досліджень «Архітектура і дизайн: традиції і сучасність», «Сучасні мистецькі практики архітектури і дизайну України в європейському культурному просторі».
Учасниця громадських обговорень та розробки Програми та Умов «Міжнародного відкритого конкурсу на оновлення громадського простору центрального ядра м. Києва з меморіалізацією подій Революції Гідності «Територія Гідності/Terra Dignitas» (2014—2015), член комісії при проведенні конкурсу на заміщення вакантної посади Головного архітектора м. Києва (2015—2016), голова Робочої групи із пошуку шляхів врегулювання конфліктної ситуації навколо реконструкції будівлі Київського академічного драматичного театру на Подолі (2017). Співавторка Концепції публічного управління у сфері містобудівної діяльності (GIZ, 2019), Концепції управління культурним надбанням України (2020).

## Науковед публікації
Наукові зацікавлення охоплюють широке коло питань — від історичних особливостей становлення української архітектури та дизайну до проблем їх розвитку в сучасній Україні. 
Авторка понад 100 наукових праць, серед яких монографії «Хрещатик — комунікатор між часами» (Київ, 2021), «Мозаїка життя Леоніда Тоцького» (Одеса, 2023). Співавторка колективних праць «Днепропетровск. Архитекторы» (К., 2006), «Нариси з історії образотворчого мистецтва України» (К., 2006), «Українська академія архітектури: Персональний склад» (К., 2007), «Архітектура України у державних преміях. 1941—2007» (К., 2008), «Архітектура України» (кн. 2, К., 2011), «З верховин півстоліття. Національній премії України імені Тараса Шевченка — 50» (К., 2012), «Забудова Києва доби класичного капіталізму» (К., 2012).

## Відзнаки
Нагороджена Золотою медаллю Національної академії мистецтв України  (2023), Почесними дипломами НАМУ (2011, 2016); Дипломом НАН України та медаллю «Народна шана українським науковцям 1918—2018» (2018).